# Patientrådgiver
En patientrådgiver har til opgave at rådgive patienter om deres muligheder og rettigheder i forbindelse med behandling af sygdomme.

## Patientrådgivere i psykiatrien
Der skal beskikkes en patientrådgiver for enhver, der tvangsindlægges, tvangstilbageholdes eller undergives tvangsbehandling.
Der skal endvidere efter anmodning fra patienten beskikkes en patientrådgiver i forbindelse med anvendelse af fysisk magt eller iværksættelse af tvangsfiksering.
Patientrådgiveren skal vejlede og rådgive patienten med hensyn til alle forhold i forbindelse med
indlæggelse, ophold og behandling på psykiatrisk afdeling. Patientrådgiveren skal endvidere bistå patienten
med iværksættelse og gennemførelse af eventuelle klager. Patientrådgiveren skal så vidt muligt være til
stede ved klagens behandling i patientklagenævnet.